# 아부 사야프
아부 사야프(아랍어: جماعة أبو سياف, 필리핀어: Grupong Abu Sayyaf)는 필리핀 의 바실란 주 홀로를 근거지로 하는 이슬람 정치 조직이며, 인근 지역에서 모로족이 조직한 무장 세력들과 협력 관계를 맺고 있다. 필리핀 내의 이슬람 지역의 독립을 위한 과격 운동을 전개하는 무장 세력으로 알려져 있으며, 2004년 필리핀에서 발생해 116명의 사망자를 낸 슈퍼페리 14호 폭탄 테러 사건의 배후로 지목되었다. 1991년 창설된 뒤, 2000년 1250여명의 조직원들을 거느렸으며, 2012년 기준으로 200 ~ 400여명의 조직원들이 소속되었다.
이름의 어원은 '아버지'를 뜻하는 Abu와 '도공(刀工)'을 뜻하는 Sayyaf이며, 다수의 조직원들이 급조폭발물 과 자동소총으로 무장한 것으로 알려져 있다.